# Kleinothraupis auricularis
A Kleinothraupis auricularis a madarak osztályának verébalakúak (Passeriformes) rendjébe és a tangarafélék (Thraupidae) családjába tartozó faj.

## Rendszerezése
A fajt Jean Cabanis német ornitológus írta le 1873-ban, a Chlorospingus nembe Chlorospingus (Hemispingus) auricularis néven. Egyes szervezetek Hemispingus nembe sorolják Hemispingus auricularis néven.

## Előfordulása
Peru területén, az Andokban honos. Természetes élőhelyei a szubtrópusi és trópusi hegyi esőerdők. Állandó, nem vonuló faj.

## Megjelenése
Testhossza 16 centiméter.

## Természetvédelmi helyzete
Az elterjedési területe nagyon nagy, egyedszáma pedig stabil. A Természetvédelmi Világszövetség Vörös listáján nem fenyegetett fajként szerepel.